# Symposium on Discrete Algorithms
Le Symposium on Discrete Algorithms ou ACM-SIAM Symposium on Discrete Algorithms (abrégé en SODA, nom qui peut se traduire en Conférence sur les algorithmes discrets) est une conférence académique dans le domaine de l'informatique théorique. Elle est considérée comme l'une des meilleures conférences sur la recherche en algorithmique  et en complexité informatique. SODA a été organisée annuellement année depuis 1990, elle a lieu généralement en janvier. SODA est parrainée conjointement par le  Special Interest Group on Algorithms and Computation Theory (SIGACT) de l'Association for Computing Machinery et par le Activity Group on Discrete Mathematics de la  Society for Industrial and Applied Mathematics (SIAM).

## Organisation
Comme c'est le cas pour la plupart des conférences en informatique théorique, les contributions proposées sont évaluées au préalable par des pairs. Les actes des colloques sont publiées par l'ACM et la SIAM.
À chaque conférence, deux récompenses sont distribuées, le Best Student Paper et le Best Papers, chacune dotée de 500 dollars. De plus, il y a plusieurs conférenciers invités. En 2015, c'étaient Avrim Blum, Claire Mathieu, Sergey Yekhanin, en 2016, c'étaient Deborah M. Gordon, Sariel Har-Peled, Elchanan Mossel, en 2017 ce sont Nikhil Bansal, Dina Katabi, Colin McDiarmid, Benjamin Recht.

## Thématique
Ce symposium se concentre sur des sujets liés aux algorithmes efficaces et aux structures de données pour des problèmes discrets. En plus de la conception de ces méthodes et structures, le thème comprend également leur utilisation, l'analyse de la performance et les problèmes mathématiques liés à leur développement ou à leurs limitations. Les analyses de performance peuvent être analytiques ou expérimentales et peuvent traiter les cas les plus défavorables ou l'analyse en moyenne. Les études peuvent être théoriques ou fondées sur des séries de données issues de la pratique, et peuvent porter sur des questions méthodologiques liées à l'analyse des performances.
Les thèmes abordés au cours des conférences SODA récentes sont groupés en trois parties : 
- Aspects combinatoire et de mathématiques discrètes, tels que: algèbre, structures combinatoires, optimisation discrète, probabilités discrètes, espaces métriques finis, théorie des graphes, programmation mathématique, théorie des nombres, structures randomisées, problèmes topologiques.

- Aspects informatiques, tels que: analyse et complexité des algorithmes, théorie algorithmique des jeux, conception mécanique d'algorithmes, calcul scientifique combinatoire, réseaux de communication et internet, géométrie et topologie computationnelles, infographie et vision par ordinateur, systèmes informatiques, cryptographie et sécurité informatique, compression de données, structures de données, bases de données et recherche d'informations, informatique distribuée et parallèle, algorithmique expérimentale, apprentissage automatique, informatique quantique, robotique, calcul symbolique.
- Applications en sciences et en économie, telles que: bio-informatique, économie, finance, production, physique, sociologie.

## Colloques récents
Le colloque SODA a lieu, depuis 2004, concomitamment avec ANALCO (Analytic Algorithmics and Combinatorics) qui a lieu juste avant.
- 2017 : SODA 17 16-19 janvier, Barcelone, Espagne
- 2016 : SODA 16 10-12 janvier, Arlington, Virginie

## Article lié
- Liste des principales conférences d'informatique théorique